# 21. ceremonia wręczenia nagród Goya
21. ceremonia wręczenia hiszpańskich nagród filmowych Goya za rok 2006, odbyła się 28 stycznia 2008 roku w Palacio Municipal de Congresos w Madrycie.
Nominacje do nagród zostały ogłoszone 18 grudnia 2006 roku.
Nominacje ogłoszono w 27 kategoriach, nagrodę honorową otrzymał producent Tedy Villalba.

## Nagrody i nominacje
Laureaci nagród wyróżnieni są wytłuszczeniem

### Najlepszy film
- Pedro Almodóvar − Volver
  - Agustín Díaz Yanes − Kapitan Alatriste
  - Guillermo del Toro − Labirynt fauna
  - Manuel Huerga − Salvador

### Najlepsza reżyseria
- Pedro Almodóvar − Volver
  - Agustín Díaz Yanes − Kapitan Alatriste
  - Guillermo del Toro − Labirynt fauna
  - Manuel Huerga − Salvador

### Najlepszy debiut reżyserski
- Daniel Sánchez Arévalo − GranatowyPrawieCzarny
  - Javier Rebollo − Co wiem o Loli
  - Jorge Sánchez-Cabezudo − Noc słoneczników
  - Carlos Iglesias − Za cenę marzeń

### Najlepszy scenariusz oryginalny
- Guillermo del Toro − Labirynt fauna
  - Pedro Almodóvar − Volver
  - Daniel Sánchez Arévalo − GranatowyPrawieCzarny
  - Jorge Sánchez-Cabezudo − Noc słoneczników

### Najlepszy scenariusz adaptowany
- Lluís Arcarazo − Salvador
  - Agustín Díaz Yanes − Kapitan Alatriste
  - Antonio Soler − Letni deszcz
  - José Luis Cuerda − Wychowanek wróżek

### Najlepszy aktor
- Juan Diego − Odejdź raz na zawsze
  - Daniel Brühl − Salvador
  - Sergi López − Labirynt fauna
  - Viggo Mortensen − Kapitan Alatriste

### Najlepszy aktor drugoplanowy
- Antonio de la Torre − GranatowyPrawieCzarny
  - Leonardo Sbaraglia − Salvador
  - Juan Echanove − Kapitan Alatriste
  - Juan Diego Botto − Odejdź raz na zawsze

### Najlepszy debiutujący aktor
- Quim Gutiérrez − GranatowyPrawieCzarny
  - Alberto Amarilla − Letni deszcz
  - Javier Cifrián − Między Wschodem i Zachodem
  - Walter Vidarte − Noc słoneczników

### Najlepsza aktorka
- Penélope Cruz − Volver
  - Silvia Abascal − La dama boba
  - Marta Etura − GranatowyPrawieCzarny
  - Maribel Verdú − Labirynt fauna

### Najlepsza aktorka drugoplanowa
- Carmen Maura − Volver
  - Ariadna Gil − Kapitan Alatriste
  - Lola Dueñas − Volver
  - Blanca Portillo − Volver

### Najlepsza debiutująca aktorka
- Ivana Baquero − Labirynt fauna
  - Bebe − Wychowanek wróżek
  - Verónica Echegui − Nazywam się Juani
  - Adriana Ugarte − Cabeza de perro

### Najlepszy film europejski
- Królowa, reż. Stephen Frears
  -  Kopia mistrza, reż. Agnieszka Holland
  -  Scoop – Gorący temat, reż. Woody Allen
  -  Wiatr buszujący w jęczmieniu, reż. Ken Loach

### Najlepszy zagraniczny film hiszpańskojęzyczny
- Las Manos, reż. Alejandro Doria
  -  Marzenia nic nie kosztują, reż. Rodrigo Triana
  -  W łóżku, reż. Matías Bize
  -  American visa, reż. Juan Carlos Valdivia

### Najlepsza muzyka
- Alberto Iglesias − Volver
  - Roque Baños − Kapitan Alatriste
  - Javier Navarrete − Labirynt fauna
  - Lluís Llach − Salvador

### Najlepsza piosenka
- Tiempo Pequeño z filmu Wychowanek wróżek – Bebe i Lucio Corby
  - Imaginarte z filmu GranatowyPrawieCzarny – Alba Gárate
  - Bienvenido a Casa z filmu Witaj w domu – Javier Limón, Andrés Calamaro i David Trueba
  - Shockal Fire Ashe z filmu Między Wschodem i Zachodem – Juan Bardem i Abdur Rahim

### Najlepsze zdjęcia
- Guillermo Navarro − Labirynt fauna
  - Paco Femenia − Kapitan Alatriste
  - David Omedes − Salvador
  - José Luis Alcaine − Volver

### Najlepszy montaż
- Bernat Villaplana − Labirynt fauna
  - José Salcedo − Kapitan Alatriste
  - Iván Aledo − Rodzina Borgiów
  - Aixalà Borricón i Santy Borricón − Salvador

### Najlepsza scenografia
- Benjamín Fernández − Kapitan Alatriste
  - Bárbara Pérez Solero i María Stilde Ambruzzi − Rodzina Borgiów
  - Eugenio Caballero − Labirynt fauna
  - Salvador Parra − Volver

### Najlepsze kostiumy
- Francesca Sartori − Kapitan Alatriste
  - Luciano Capocci − Rodzina Borgiów
  - Yvonne Blake − Duchy Goi
  - Gina Daigeler − Volver

### Najlepsza charakteryzacja i fryzury
- José Quetglas i Blanca Sánchez − Labirynt fauna
  - José Luis Pérez − Kapitan Alatriste
  - Ivana Primorae, Susana Sánchez i Manuel García − Duchy Goi
  - Ana Lozano i Massimo Gattabrusi − Volver

### Najlepszy dźwięk
- Miguel Polo − Labirynt fauna
  - Pierre Gamet, Dominique Menegum i Grisolet − Kapitan Alatriste
  - James Muñoz − Salvador
  - Miguel Rejas − Volver

### Najlepszy kierownik produkcji
- Cristina Zumárraga − Kapitan Alatriste
  - Bernat Elías − Salvador
  - Antonio Norella − Volver
  - Eduardo Santana, Ricardo García i Gido Simonetti − Rodzina Borgiów

### Najlepsze efekty specjalne
- David Martí, Montse Ribé, Reyes Abades, Everett Burrell, Edward Irastorza i Emilio Ruiz − Labirynt fauna
  - Reyes Abades i Rafael Solorzano − Kapitan Alatriste
  - Reyes Abades, Félix Berges i Eduardo Díaz − Duchy Goi
  - Juan Ramón Molina i Ferrán Piquer − Salvador

### Najlepszy film animowany
- Juan Pablo Buscarini − Stefan Malutki
  - Sergio Bayo − Teo, cazador intergaláctico
  - Ángel Izquierdo − Magiczna kostka
  - Miguelanxo Prado − De profundis

### Najlepszy krótkometrażowy film animowany
- Coke Riobóo − El viaje de Said
  - Alfredo García Revuelta − Another Way
  - Juan Carlos Mostaza − Broken Wire
  - Juan Pérez-Fajardo − Hasta la muerte
  - Manuel González Mauricio − La noche de los feos

### Najlepszy film dokumentalny
- Carlos Benpar − Cineastas en acción
  - José Luis López-Linares i Arantxa Aguirre − Hécuba, un sueño de pasión
  - Luis Alegre i David Trueba − Życie Fernanda
  - Joaquim Jordà − Po drugiej stronie lustra

### Najlepszy krótkometrażowy film dokumentalny
- Manuel Calvo i Olga Margallo − Castañuela 70
  - Joan Soler Foyé − Abandonatii
  - Koen Suidgeest − Casting
  - Óscar de Julián − Joe K
  - Gonzalo Ballester − La serenísima

### Najlepszy krótkometrażowy film fabularny
- Salvador Gómez Cuenca − A ciegas
  - Eduardo Chapero-Jackson − Contracuerpo
  - Toni Bestard − Equipajes
  - Luis Berdejo i Jorge C. Dorado − La guerra
  - Ángeles Muñiz Cachón − Propiedad privada

### Goya Honorowa
- Tedy Villalba (producent)

## Podsumowanie ilości nominacji
(Ograniczenie do dwóch nominacji)
15 : Kapitan Alatriste
14 : Volver
13 : Labirynt fauna
11 : Salvador
6 : GranatowyPrawieCzarny
4 : Rodzina Borgiów
3 : Noc słoneczników, Wychowanek wróżek, Duchy Goi
2 : Letni deszcz, Odejdź raz na zawsze, Między Wschodem i Zachodem

## Podsumowanie ilości nagród
(Ograniczenie do dwóch nagród)
7 : Labirynt fauna
5 : Volver
3 : GranatowyPrawieCzarny, Kapitan Alatriste